# Spinnin’ Records
A Spinnin' Records holland, elektronikus zenével foglalkozó zenei kiadó. 1999-ben alapította Eelko van Kooten és Roger de Graaf. A kiadót 2017 szeptemberében felvásárolta Warner Music Group 100 millió dollárért.

## Háttér
Van Kooten, a volt holland rádió-DJ és üzletember, Willem van Kooten fia kezdetben apja kiadói üzletágában dolgozott. Roger de Graaf-fal, a Rhythm Import korábbi alkalmazottjával együtt 1999-ben megalapította a Spinnin' Recordsot.
A Spinnin 'Records 25 aktív alkiadót üzemeltet a fő kiadó mellett; a többség egy meghatározott művészhez kötődik. A szolgáltatás A&R-t, menedzsmentet, kiadást és (digitális) marketinget biztosít azok művészek számára, akikkel szerződéssel kötöttek. A kiadó az előadók megnevezése nélkül népszerűsítette a dalokat, hogy feltűnést keltsen.
Miután a kiadót felvásárolták, az egyik társalapító, van Kooten elhagyta a véget, de Graaf viszont vezérigazgató lett.

## Alkiadók
- Congo Records (Lincoln Jesser vezetésével)
- Vita (Alok vezetésével)
- Dharma Worldwide (KSHMR vezetésével)
- Doorn Records (Sander van Doorn vezetésével)
- Heartfeldt Records (Sam Feldt vezetésével)
- Hysteria (Bingo Players vezetésével)
- Kryteria Records (Kryder vezetésével)
- Maxximize Records (Blasterjaxx vezetésével)
- Mentalo Music (Robin Schulz vezetésével)
- Musical Freedom (Tiësto vezetésével)
  - Aftr:Hrs
- Night Service Only (Cid vezetésével)
- Oz Records (Ummet Ozcan vezetésével)
- Sink or Swim
- Sinphony (Timmy Trumpet vezetésével)
- Source
- Spinnin' Compilations
- Spinnin' Deep
- Spinnin' NEXT
- Spinnin' Premium
- Spinnin' Records Asia
- Spinnin' Talent Pool
- SPRS
- Tonco Tone (Chocolate Puma vezetésével)
- Wall Recordings (Afrojack vezetésével)

## Fordítás
Ez a szócikk részben vagy egészben  a   Spinnin' Records című angol Wikipédia-szócikk ezen változatának fordításán alapul.  Az eredeti cikk szerkesztőit annak laptörténete sorolja fel. Ez a jelzés csupán a megfogalmazás eredetét és a szerzői jogokat jelzi, nem szolgál a cikkben szereplő információk forrásmegjelöléseként.